# Feyenoord Rotterdam 2020-2021
Questa voce raccoglie le informazioni riguardanti il Feyenoord Rotterdam nelle competizioni ufficiali della stagione 2020-2021.

## Stagione
La stagione 2020-2021 fu la 113° dalla nascita del Feyenoord Rotterdam e la 99ª stagione consecutiva nel massimo campionato olandese. In questa stagione partecipò anche alla KNVB beker e alla UEFA Europa League.

## Maglie e sponsor
Lo sponsor tecnico per la stagione 2020-2021 fu Adidas, mentre lo sponsor ufficiale è Droomparken. La divisa casalinga è composta dalla classica maglietta bianca e rossa, con pantaloncini e calzettoni neri. Quella da trasferta prevede invece una maglia verde con maniche bianche, pantaloncini e calzettoni bianchi.
| Casa | Trasferta | Terza divisa |

## Rosa
In corsivo i calciatori ceduti durante la stagione  
| N. |                        | Ruolo | Calciatore        |
| -- | ---------------------- | ----- | ----------------- |
| 1  | Paesi Bassi (bandiera) | P     | Justin Bijlow     |
| 2  | Paesi Bassi (bandiera) | D     | Bart Nieuwkoop    |
| 3  | Paesi Bassi (bandiera) | D     | Sven van Beek     |
| 4  | Argentina (bandiera)   | D     | Marcos Senesi     |
| 5  | Paesi Bassi (bandiera) | D     | Ridgeciano Haps   |
| 6  | Paesi Bassi (bandiera) | C     | Mark Diemers      |
| 7  | Paesi Bassi (bandiera) | C     | Luciano Narsingh  |
| 8  | Paesi Bassi (bandiera) | c     | Leroy Fer         |
| 9  | Danimarca (bandiera)   | A     | Nicolai Jørgensen |
| 10 | Paesi Bassi (bandiera) | A     | Steven Berghuis   |
| 11 | Paesi Bassi (bandiera) | A     | Bryan Linssen     |
| 14 | Scozia (bandiera)      | D     | George Johnston   |
| 15 | Paesi Bassi (bandiera) | D     | Tyrell Malacia    |
| 17 | Paesi Bassi (bandiera) | A     | Luis Sinisterra   |
| 18 | Senegal (bandiera)     | A     | Aliou Baldé       |
| 19 | Slovacchia (bandiera)  | A     | Róbert Boženík    |

| N. |                        | Ruolo | Calciatore             |
| -- | ---------------------- | ----- | ---------------------- |
| 20 | Portogallo (bandiera)  | C     | João Carlos Teixeira   |
| 21 | Paesi Bassi (bandiera) | P     | Nick Marsman           |
| 22 | Paesi Bassi (bandiera) | D     | Lutsharel Geertruida   |
| 23 | Turchia (bandiera)     | C     | Orkun Kökçü (capitano) |
| 24 | Argentina (bandiera)   | A     | Lucas Pratto           |
| 25 | Serbia (bandiera)      | D     | Uroš Spajić            |
| 27 | Germania (bandiera)    | A     | Christian Conteh       |
| 28 | Paesi Bassi (bandiera) | C     | Jens Toornstra         |
| 30 | Paesi Bassi (bandiera) | P     | Ramón ten Hove         |
| 33 | Brasile (bandiera)     | D     | Eric Botteghin         |
| 35 | Paesi Bassi (bandiera) | D     | Wouter Burger          |
| 40 | Paesi Bassi (bandiera) | A     | Marouan Azarkan        |
| 41 | Marocco (bandiera)     | A     | Naoufal Bannis         |
| 43 | Paesi Bassi (bandiera) | C     | Achraf El Bouchataoui  |
| 58 | Paesi Bassi (bandiera) | A     | Dylan Vente            |
| 59 | Paesi Bassi (bandiera) | C     | Jordy Wehrmann         |

## Calciomercato

### Sessione estiva(dal 01/09 al 05/10)
| Acquisti         | Acquisti              | Acquisti          | Acquisti                   |
| R.               | Nome                  | da                | Modalità                   |
| ---------------- | --------------------- | ----------------- | -------------------------- |
| C                | Francesco Antonucci   | Monaco            | definitivo (2,2 milioni €) |
| C                | João Carlos Teixeira  | Vitória Guimarães | definitivo (1,6 milioni €) |
| C                | Mark Diemers          | Fortuna Sittard   | definitivo (1,3 milione €) |
| D                | Uroš Spajić           | Krasnodar         | prestito (500 mila €)      |
| A                | Christian Conteh      | St. Pauli         | definitivo (400 mila €)    |
| A                | Bryan Linssen         | Vitesse           | gratuito                   |
| Altre operazioni |                       |                   |                            |
| R.               | Nome                  | da                | Modalità                   |
| D                | Calvin Verdonk        | Twente            | fine prestito              |
| A                | Dylan Vente           | RKC Waalwijk      | fine prestito              |
| C                | Achraf El Bouchataoui | Dordrecht         | fine prestito              |
| D                | Liam Kelly            | Oxford Utd        | fine prestito              |

| Cessioni         | Cessioni                 | Cessioni         | Cessioni      |
| R.               | Nome                     | a                | Modalità      |
| ---------------- | ------------------------ | ---------------- | ------------- |
| C                | Renato Tapia             | Celta Vigo       | gratuito      |
| D                | Calvin Verdonk           | Famalicão        | gratuito      |
| D                | Jan-Arie van der Heijden | Willem II        | prestito      |
| C                | Wouter Burger            | Sparta Rotterdam | prestito      |
| C                | Francesco Antonucci      | Volendam         | prestito      |
| D                | Liam Kelly               | Oxford Utd       | prestito      |
| A                | Dylan Vente              | Feyenoord        | prestito      |
| C                | Achraf El Bouchataoui    | Feyenoord        | prestito      |
| Altre operazioni |                          |                  |               |
| R.               | Nome                     | da               | Modalità      |
| D                | Rick Karsdorp            | Roma             | fine prestito |
| D                | Edgar Ié                 | Trabzonspor      | fine prestito |
| D                | Oğuzhan Özyakup          | Beşiktaş         | fine prestito |

### Sessione invernale(dal 01/01 al 31/01)
| Acquisti | Acquisti     | Acquisti    | Acquisti               |
| R.       | Nome         | da          | Modalità               |
| -------- | ------------ | ----------- | ---------------------- |
| A        | Lucas Pratto | River Plate | presstito (500 mila €) |
| A        | Aliou Baldé  | Diambars    | definitivo (40 mila €) |

| Cessioni | Cessioni            | Cessioni  | Cessioni |
| R.       | Nome                | a         | Modalità |
| -------- | ------------------- | --------- | -------- |
| C        | Luciano Narsingh    | Twente    | prestito |
| D        | Sven van Beek       | Willem II | prestito |
| C        | Francesco Antonucci | Volendam  | prestito |
| D        | George Johnston     | Wigan     | prestito |

## Risultati

### Eredivisie

#### Girone di andata
| Arbitro: | Bas Nijhuis |

|  |           |                         |
|  | Marcatori | 5’, 68’ (rig.) Berghuis |

| Arbitro: | Pol van Boekel |

|                     |           |          |
| Berghuis 29’ (rig.) | Marcatori | 2’ Černý |

| Arbitro: | Dennis Higler |

|                                                           |           |                               |
| Geertruida 27’ Senesi 57’ Narsingh 71’ Berguis 84’ (rig.) | Marcatori | 11’ Arweiler 69’ (rig.) Pinas |

| Arbitro: | Allard Lindhout |

|              |           |                                        |
| Paulidīs 13’ | Marcatori | 23’ Haps 48’ Linssen 56’, 77’ Berghuis |

| Arbitro: | Kevin Blom |

|          |           |         |
| Haps 44’ | Marcatori | 52’ Thy |

| Arbitro: | Jochem Kamphuis |

|                     |           |                        |
| Ngonge 50’ John 80’ | Marcatori | 62’ Jørgensen 84’ Haps |

| Arbitro: | Björn Kuipers |

|                               |           |                                               |
| Jansen 5’ (rig.) De Leeuw 43’ | Marcatori | 40’ (rig.) Diemers 45’ Toornstra 90+4’ Bannis |

| Arbitro: | Makkelie |

|                                    |           |  |
| Geertruida 50’ Berghuis 82’ (rig.) | Marcatori |  |

| Arbitro: | Higler |

|             |           |                                                |
| Flemming 1’ | Marcatori | 34’ Senesi 45+1’ (rig.), 90+1’ (rig.) Berghuis |

| Arbitro: | Nijhuis |

|                |           |                    |
| Geertruida 65’ | Marcatori | 50’ Van der Maarel |

| Rotterdam 6 dicembre 2020, ore 12:15 CET 11ª giornata | Feyenoord       | 0 – 0 referto | Heracles Almelo | De Kuip (0 spett.)\| Arbitro: \| Van den Kerkhof \| |
| Arbitro:                                              | Van den Kerkhof |               |                 |                                                     |

| Arbitro: | Kuipers |

|  |           |                                 |
|  | Marcatori | 69’, 77’ Toornstra 73’ Berghuis |

| Arbitro: | Van Boekel |

|              |           |  |
| Darfalou 40’ | Marcatori |  |

| Arbitro: | Kamphuis |

|                         |           |  |
| Linssen 48’, 58’, 90+1’ | Marcatori |  |

| Arbitro: | Higler |

|  |           |                                |
|  | Marcatori | 27’ Geertruida 90+4’ Jørgensen |

| Arbitro: | Nijhuis |

|                |           |  |
| Sinisterra 64’ | Marcatori |  |

| Arbitro: | Makkelie |

|                 |           |  |
| Gravenberch 22’ | Marcatori |  |

#### Girone di ritorno
| Arbitro: | Lindhout |

|                           |           |                             |
| Jørgensen 32’ Diemers 58’ | Marcatori | 10’ Karlsson 47’, 70’ Boadu |

| Arbitro: | Van Boekel |

|                                            |           |  |
| Veerman 28’ Bochniewicz 30’ Van Bergen 50’ | Marcatori |  |

| Arbitro: | Higler |

|                                     |           |             |
| Diemers 7’ Berghuis 25’ Linssen 41’ | Marcatori | 56’ Sangaré |

| Groninga 24 febbraio 2021, ore 18:45 CET 21ª giornata | Groningen       | 0 – 0 referto | Feyenoord | Euroborg (0 spett.)\| Arbitro: \| Van den Kerkhof \| |
| Arbitro:                                              | Van den Kerkhof |               |           |                                                      |

| Arbitro: | Kamphuis |

|                                                                          |           |  |
| Toornstra 45+2’ Linssen 49’ Sinisterra 52’ Berghuis 63’ (rig.) Kökçü 83’ | Marcatori |  |

| Arbitro: | Makkelie |

|                              |           |                                   |
| Danilo 13’ (rig.) Ebuehi 14’ | Marcatori | 24’ Toornstra 67’ (rig.) Berghuis |

| Arbitro: | Kuipers |

|                                            |           |                          |
| Boadu 22’, 41’, 64’ Koopmeiners 76’ (rig.) | Marcatori | 8’ Senesi 25’ Sinisterra |

| Arbitro: | Van de Graaf |

|                                                                          |           |  |
| Toornstra 14’, 62’ Geertruida 19’ Linssen 31’ Berghuis 73’ Botteghin 85’ | Marcatori |  |

| Arbitro: | Nijhuis |

|           |           |              |
| Malen 38’ | Marcatori | 15’ Berghuis |

| Arbitro: | Blom |

|           |           |                     |
| Kökçü 37’ | Marcatori | 79’ (rig.) De Leeuw |

| Arbitro: | Lindhout |

|                          |           |  |
| Linssen 50’ Berghuis 83’ | Marcatori |  |

| Arbitro: | Makkelie |

|                |           |                                   |
| Fer 13’ (aut.) | Marcatori | 27’ (aut.) Gustafson 57’ Berghuis |

| Rotterdam 25 aprile 2021, ore 16:45 CEST 30ª giornata | Feyenoord | 0 – 0 referto | Vitesse | De Kuip (6 500 spett.)\| Arbitro: \| Higler \| |
| Arbitro:                                              | Higler    |               |         |                                                |

| Arbitro: | Van Boekel |

|                                         |           |                          |
| Arweiler 13’ El Khayati 30’ (rig.), 59’ | Marcatori | 3’ Boženík 70’ Jørgensen |

| Arbitro: | Makkelie |

|  |           |                                             |
|  | Marcatori | 21’ (aut.) Senesi 67’ (aut.) Haps 79’ Kudus |

| Arbitro: | Manschot |

|                  |           |           |
| Bakış 68’ (rig.) | Marcatori | 64’ Kökçü |

| Arbitro: | Nijhuis |

|                                          |           |  |
| Jørgensen 37’ Toornstra 43’ Berghuis 49’ | Marcatori |  |

#### Spareggi qualificazione Conference League
| Arbitro: | Kamphuis |

|                                            |           |  |
| Berghuis 31’ (rig.) Beugelsdijk 33’ (aut.) | Marcatori |  |

| Arbitro: | Higler |

|                            |           |  |
| Sinisterra 25’ Linssen 89’ | Marcatori |  |

### KNVB beker
| Arbitro: | Lindhout |

|                                             |           |                          |
| Sinisterra 45+2’ Linssen 53’ Geertruida 84’ | Marcatori | 33’ Burgzorg 90+2’ Szőke |

| Arbitro: | Mulder |

|                                         |           |                                         |
| Kaib 15’ Nygren 81’ S. de Jong 86’, 88’ | Marcatori | 47’ Linssen 57’ Berghuis 61’ Geertruida |

### UEFA Europa League

#### Fase a gironi
| Zagabria 22 ottobre 2020, ore 21:00 CEST 1ª giornata | Dinamo Zagabria    | 0 – 0 referto | Feyenoord | Stadio Maksimir (1 271 spett.)\| Arbitro: \| Mattias Gestranius \| |
| Arbitro:                                             | Mattias Gestranius |               |           |                                                                    |

| Arbitro: | Srđan Jovanović |

|              |           |                                                       |
| Berghuis 54’ | Marcatori | 4’ (rig.), 13’ (rig.), 60’ Liendl 66’ (rig.) Joveljić |

| Arbitro: | Roi Reinshreiber |

|                                   |           |                   |
| Haps 63’ Kökçü 71’ Geertruida 72’ | Marcatori | 80’ (aut.) Senesi |

| Mosca 26 novembre 2020, ore 18:55 CET 4ª giornata | CSKA Mosca    | 0 – 0 referto | Feyenoord | Arena CSKA (5 407 spett.)\| Arbitro: \| Kristo Tohver \| |
| Arbitro:                                          | Kristo Tohver |               |           |                                                          |

| Arbitro: | Chris Kavanagh |

|  |           |                                 |
|  | Marcatori | 45+5’ (rig.) Petković 53’ Majer |

| Arbitro: | Paweł Raczkowski |

|              |           |  |
| Joveljić 31’ | Marcatori |  |

## Statistiche

### Statistiche di squadra
| Competizione  | Punti            | In casa | In casa | In casa | In casa | In casa | In casa | In trasferta | In trasferta | In trasferta | In trasferta | In trasferta | In trasferta | Totale | Totale | Totale | Totale | Totale | Totale | DR  |
| Competizione  | Punti            | G       | V       | N       | P       | Gf      | Gs      | G            | V            | N            | P            | Gf           | Gs           | G      | V      | N      | P      | Gf     | Gs     | DR  |
| ------------- | ---------------- | ------- | ------- | ------- | ------- | ------- | ------- | ------------ | ------------ | ------------ | ------------ | ------------ | ------------ | ------ | ------ | ------ | ------ | ------ | ------ | --- |
| Eredivisie    | 59               | 17+2    | 11+2    | 4       | 2       | 26+4    | 12      | 17           | 7            | 5            | 5            | 29           | 23           | 34     | 16     | 11     | 7      | 64     | 36     | +28 |
| KNVB beker    | Quarti di finale | 1       | 1       | 0       | 0       | 3       | 2       | 1            | 0            | 0            | 1            | 3            | 4            | 2      | 1      | 0      | 1      | 6      | 6      | 0   |
| Europa League | -                | 3       | 1       | 0       | 2       | 4       | 7       | 3            | 0            | 2            | 1            | 0            | 1            | 6      | 3      | 1      | 2      | 4      | 8      | -4  |
| Totale        | -                | 23      | 15      | 4       | 4       | 37      | 21      | 21           | 7            | 7            | 7            | 32           | 28           | 42     | 20     | 12     | 10     | 74     | 50     | +24 |

### Andamento in campionato
| Giornata  | 1 | 2 | 3 | 4 | 5 | 6 | 7 | 8 | 9 | 10 | 11 | 12 | 13 | 14 | 15 | 16 | 17 | 18 | 19 | 20 | 21 | 22 | 23 | 24 | 25 | 26 | 27 | 28 | 29 | 30 | 31 | 32 | 33 | 34 |
| --------- | - | - | - | - | - | - | - | - | - | -- | -- | -- | -- | -- | -- | -- | -- | -- | -- | -- | -- | -- | -- | -- | -- | -- | -- | -- | -- | -- | -- | -- | -- | -- |
| Luogo     | T | C | C | T | C | T | T | C | T | C  | C  | T  | T  | C  | T  | C  | T  | C  | T  | C  | C  | T  | T  | T  | C  | T  | C  | C  | T  | C  | T  | C  | T  | C  |
| Risultato | V | N | V | V | N | N | V | V | V | N  | N  | V  | P  | V  | V  | V  | P  | P  | P  | V  | V  | N  | N  | P  | V  | N  | N  | V  | V  | N  | P  | P  | N  | V  |
| Posizione | 4 | 7 | 3 | 1 | 4 | 5 | 5 | 4 | 3 | 4  | 4  | 3  | 4  | 3  | 3  | 2  | 4  | 5  | 5  | 4  | 5  | 4  | 4  | 5  | 5  | 5  | 5  | 5  | 5  | 5  | 5  | 5  | 5  | 5  |

Legenda:

Luogo: C = Casa; T = Trasferta. Risultato: V = Vittoria; N = Pareggio; P = Sconfitta.